# مقاومت و رسانایی الکتریکی

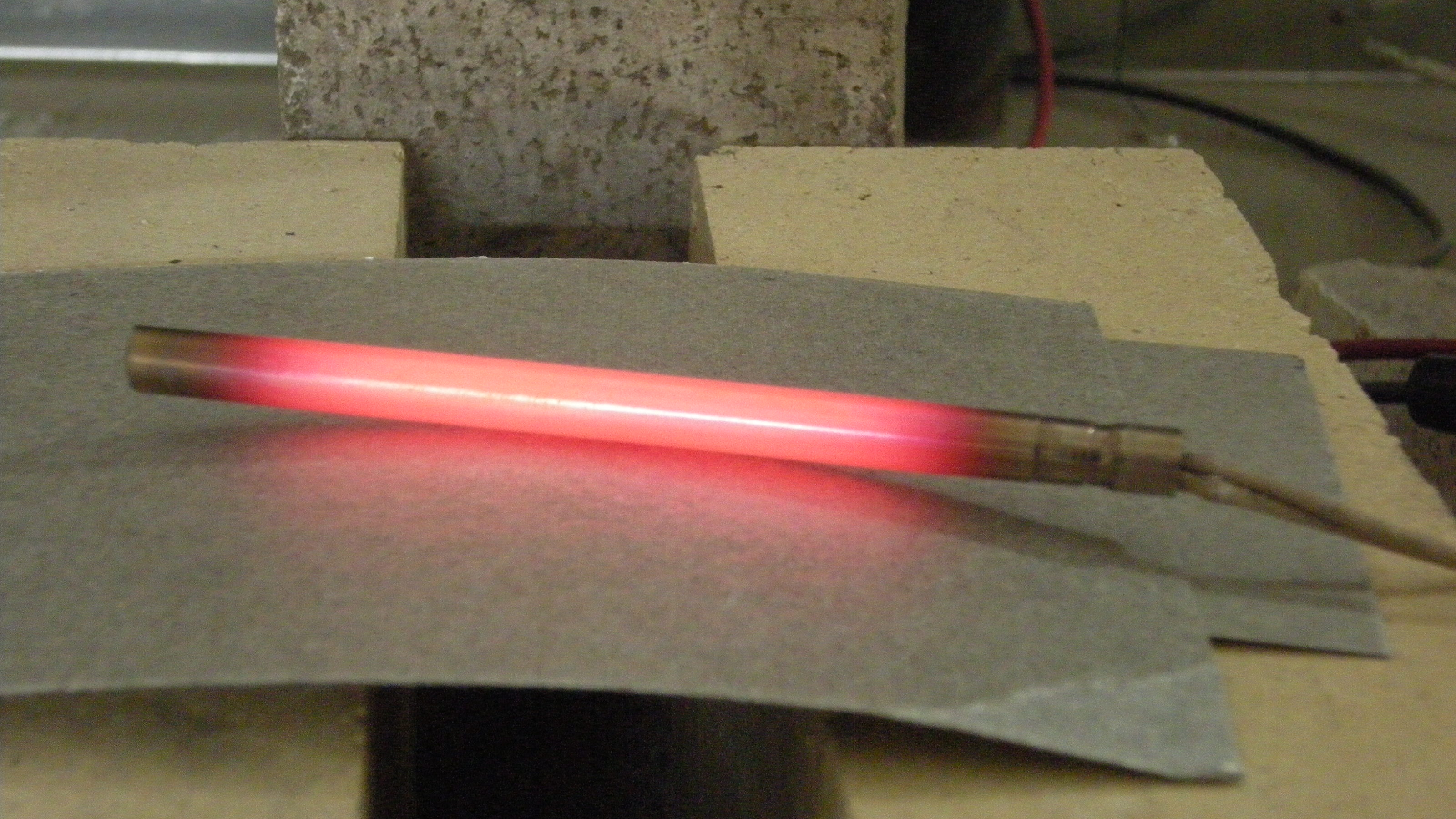
عبور جریان (رسانایی الکتریکی) از یک‌ماده با مقاومت باعث ایجاد گرما می‌شود، به این پدیده گرمایش ژول می‌گویند. در این تصویر، یک المنت فشنگی که با گرمایش ژول گرم می‌شود، با رنگ قرمز داغ می‌درخشد.

رسانایی الکتریکی به مفهوم قابلیت هدایت جریان الکتریکی در یک ماده و یکای آن در سیستم استاندارد بین‌المللی واحدها، زیمنس است. در بعضی از مواد، انتقال بار الکتریکی از نقطه ای از ماده به نقطه دیگر آن به آسانی صورت می‌گیرد و در بعضی چنین نیست. به عنوان مثال اگر سر یک سیم مسی را به میلهٔ نایلونی باردار و سر دیگر آن را به یک گلوله که در ابتدا بدون بار است، وصل کنیم، با نزدیک کردن اجسام باردار دیگر، معلوم می‌شود که گلوله باردار شده است؛ بنابراین سیم مسی که در آن انتقال بار صورت می‌گیرد، رسانا است. هر رسانای الکتریکی در برابر جریان الکتریکی از خود مقاومتی نشان می‌دهند. مقاوت برخی از رساناها از رساناهای دیگر بیشتر است. هر جسمی که تعداد الکترون‌های آزادش بیشتر باشد قابلیت رسانایی آن نیز بیشتر است و اگر الکترون‌های آزاد کم باشد جسم نارسانا است. الکترون آزاد و اجسام نارسانا:وقتی در جسمی مانند فلزات الکترون‌ها وابستگی کمتری به هسته داشته باشند و آزادانه بتوانند حرکت کنند یعنی در واقع الکترون آزاد در آن زیاد است اما در اجسام نارسانا الکترون‌ها وابستگی زیادی به هسته دارند و نمی‌توانند آزادانه در جسم حرکت کنند.

## تعریف رسانایی از دیدگاه جریان الکتریکی
اجسامی که می‌توانند جریان الکتریسیته را بدون اتلاف زیاد (با مقاومت الکتریکی کم) از خود عبور دهند، رسانای الکتریسته خوانده می‌شوند.
افرادی که بیشتر با وسایل برقی کار می‌کنند، در هنگام کار از وسایلی استفاده می‌کنند که دچار برق گرفتگی نشوند. می‌دانیم به عنوان مثال، کفش‌های مخصوص می‌پوشند؛ یعنی از آنجا که بدن انسان رسانا است، برای اینکه جریان برق از طریق بدن انسان به زمین منتقل نشود، (چون در این صورت برق گرفتگی اتفاق می‌افتد) باید از کفش‌ها و دستکش‌های مخصوص استفاده کنند. دسته فازمتر ماده‌ای عایق است و لذا می‌توان با استفاده از آن به راحتی برای تشخیص وجود یا عدم جریان برق استفاده نمود.
هنگام کار با برق باید بدانیم که چه اجسامی (موادی) قابلیت انتقال جریان الکتریکی دارند و چه موادی ندارند. دسته اول را رسانا و دسته دوم را نارسانا می‌نامند.

## رسانایی الکترونی
برای پی بردن به دلیل رسانایی می‌توان ساختمان مواد رسانا را مورد توجه قرار داد. از جمله مواد رسانای بسیار معروف، فلزات هستند. ویژگی عمده فلزات از نظر الکتریکی این است که این مواد دارای الکترون‌های آزاد هستند. این الکترون‌ها را اصطلاحاً حاملان بار می‌گویند. هنگامی که اتم‌های منزوی برای تشکیل جسم جامد فلزی با هم ترکیب می‌شوند، الکترون‌های لایه خارجی اتم، مقید به اتم‌های منفرد باقی نمی‌مانند، بلکه آزادانه در سراسر جسم جامد حرکت می‌کنند.
زمانی که در جسمی جابجایی بار صورت می‌گیرد، می‌گویند از جسم جریان الکتریکی می‌گذرد؛ بنابراین اگر فلزی را در مسیر جریان الکتریکی قرار دهیم، این جریان توسط الکترون‌های آزاد منتقل می‌شود و از این رو خاصیت رسانایی بیشتر به دلیل حاملان بار و سرعت آنهاست. البته غیر از فلزات رساناهای دیگری نیز وجود دارند. از این جمله می‌توان به محلول‌های آبی نمک‌ها و اسیدها اشاره کرد در این مواد رسانایی به شیوهٔ یونی انجام می‌گیرد.

## رسانایی یونی
یک واکنش شیمیایی است که با عبور جریان برق از یک محلول به وقوع می‌پیوندند. درواقع رسانایی یونی به توانایی یک ماده برای هدایت الکتریکی به وسطه حرکت یونی گفته میشود. برای اینکه یک ماده رسانایی یونی داشته باشد باید یون های باردار در آن ماده موجود باشند و توانایی حرکت آزادانه داشته باشند.   

## ابر رسانا، رسانا، نیمه رسانا، نارسانا (عایق)
همه عناصر و مواد از لحاظ عبور جریان برق به سه گروه رسانا، نیمه رسانا، و نارسانا (یا عایق) طبقه‌بندی می‌شوند. معمولاً در بین عناصر شناخته شده فلزات رسانای خوب جریان الکتریکی هستند و غیر فلزات، نارسانا و در برخی مواقع نیمه رسانا هستند. عدد اتمی و چینش الکترون‌ها و پیوندهای آن‌ها نقش به سزایی در رسانای الکتریکی دارد؛ بنابراین در این مورد استثنائاتی هم دارد؛ مثلاً نافلز بروم در گروه هفدهم و دوره چهارم جدول مندلیف قرار دارد. برم نافلزی است که رسانای جریان برق است. فلزات جریان برق را از خود عبور می‌دهند. ولی نافلزات این‌طور نیستند. «شبه فلز» نیز یک عنوان برای طبقه‌بندی عناصر شیمیایی است و به عناصری گفته می‌شود که خواصشان میان فلز و نافلز است. تعریف معینی برای شبه فلزها وجود ندارد اما آن‌ها دارای دو مشخصه هستند:
1. شبه فلزها معمولاً به شکل اکسیدهای آمفوتر یافت می‌شوند.
2. شبه فلزها معمولاً نیمه‌رسانا هستند

عناصری که در دسته شبه‌فلزها جای می‌گیرند عبارتند از بور (B)، سیلیسیوم (Si)، ژرمانیوم (Ge)، آرسنیک (As)، آنتیموان (Sb)، تلوریوم (Te)، و پولونیوم (Po). بعضی از آلوتروپ‌های دیگر عناصر نیز مانند شبه فلزها رفتار می‌کنند. همه این عناصر در بلوک پی قرار دارند. کربن دارای آلوتروپ‌ها یا دگر شکل‌هایی است. الماس و گرافیت از جمله دگر شکل‌های کربن هستند. در بلور الماس هر اتم کربن به وسیلهٔ چهار پیوند کووالانسی به چهار اتم کربن دیگر متصل است، در نتیجه چهار الکترون ظرفیت آن درگیر پیوند می‌باشند. الماس رسانای برق نیست، اما رسانایی گرمایی آن حدود پنج برابر فلز مس است.
گرافیت آلوتروپ دیگر کربن ماده‌ای سیاه و نرم بوده و ساختار لایه‌ای دارد؛ در گرافیت، هر یک از اتم‌های کربن در هر لایه با سه اتم مجاور خود پیوند دارد؛ یعنی چهار الکترون پیوندی با سه اتم کربن دیگر پیوند برقرار می‌کنند، بنابراین هر اتم کربن با یکی از اتم‌های کربنی که با آن پیوند دارد، پیوندی دوگانه برقرار می‌کند. یکی از این پیوندها سست بوده و در نتیجه یکی از الکترون‌های متعلق به هر کربن تقریباً آزاد بوده و می‌تواند در سراسر لایه حرکت کند. حرکت یون یا الکترون سبب رسانایی الکتریسیته می‌شود. در نتیجه گرافیت در طول هر لایه از لایه‌های خود رسانایی الکتریسیته دارد البته با پیش رفت علوم نانو، کاربرد کربن بسیار بیشتر شده است. از این لحاظ اتم کربن به لحاظ انواع پیوندهایی که می‌تواند تشکیل دهد بی نظیر است. همین موضوع باعث اهمیت فوق‌العاده کربن در علوم نانو شده است.

## ابر رسانا
. اَبَررسانایی پدیده‌ای است که در دماهای بسیار پایین برای برخی از مواد رخ می‌دهد. در حالت ابررسانایی مقاومت الکتریکی ماده صفر می‌شود و ماده خاصیت دیامغناطیسی کامل پیدا می‌کند، یعنی میدان مغناطیسی را دفع می‌کند. دفع میدان مغناطیسی تنها تفاوت اصلی ابررسانا با رسانای کامل است، زیرا رسانای کامل میدان مغناطیسی را عبور می‌دهد (آن را دفع نمی‌کند).
مقاومت الکتریکی یک رسانای فلزی به تدریج با کاهش دما کم می‌شود. در رساناهای معمولی مثل مس و نقره، وجود ناخالصی و مشکلات دیگر این روند را کند می‌کند. به طوری که حتی در صفر مطلق هم نمونه‌های معمول مس همچنان مقاومت الکتریکی کمی دارند. در مقابل ابررساناها موادی هستند که اگر دمایشان از یک دمای بحرانی کمتر شود، ناگهان مقاومت الکتریکی خود را از دست می‌دهند. جریانی از الکتریسیته در یک حلقهٔ ابررسانا می‌تواند برای مدت نامحدودی بدون وجود مولد جریان وجود داشته باشد. مانند پدیدهٔ فرّومغناطیس و خطوط طیفی اتم‌ها، ابررسانایی نیز پدیده‌ای کوانتومی است. هر چند یک تئوری جهانشمول برای اَبَررسانایی وجود ندارد؛ و نمی‌توان آن را با فیزیک کلاسیک به مانند یک رسانای مطلوب توصیف کرد.
پدیدهٔ ابررسانایی برای طیف وسیعی از مواد مانند قلع و آلومینیوم وجود دارد. همچنین برخی آلیاژها و نیمه‌رساناها نیز ابررسانا هستند، ولی فلزاتی مثل طلا و نقره این پدیده را از خود نشان نمی‌دهند، همچنین پدیدهٔ ابررسانایی در فلزات فرومغناطیس هم روی نمی‌دهد. در سال ۱۹۸۶ ابررسانایی دمای بالا کشف شد. دمای بحرانی این ابررساناها بیش از ۹۰ کلوین است. نظریه‌های کنونی ابررسانایی نمی‌توانند ابررسانایی دمای بالا را، که به ابررسانایی نوع ۲ (Type II) معروف است، توضیح دهند. از نظر عملی ابررساناهای دمای بالا کاربردهای بسیار بیشتری دارند، زیرا در دماهایی ابررسانا می‌شوند که راحت‌تر قابل ایجاد هستند. پژوهش برای یافتن موادی که دمای بحرانی آن‌ها باز هم بیشتر باشد، و همچنین برای یافتن نظریه‌ای برای توضیح ابررسانایی دمای بالا همچنان ادامه دارد.

## رسانا
اجسامی که می‌توانند جریان الکتریسیته را بدون اتلاف زیاد (با مقاومت الکتریکی کم) از خود عبور دهند، رسانای الکتریسته خوانده می‌شوند. معمولا در جدول مندلیوف اکثر موادی که رسانا هستند در دسته فلزات قرار میگیرند. 

## نیمه رسانا
نیمه رسانا یا نیمه‌هادی عنصر یا ماده‌ای است که در حالت عادی عایق است ولی با افزودن مقداری ناخالصی قابلیت هدایت الکتریکی پیدا می‌کند. (منظور از ناخالصی عنصر یا عناصر دیگری است غیر از عنصر اصلی؛ مثلاً اگر عنصر اصلی سیلیسیوم باشد ناخالصی می‌تواند آلومینیوم یا فسفر باشد). نیمه‌رساناها در لایه ظرفیت خود چهار الکترون دارند. مقاومت الکتریکی نیمه‌رساناها، چیزی بین رساناها و نارساناها است. از نیمه رساناها برای ساخت قطعاتی مانند دیود، ترانزیستور، آی سی و … استفاده می‌شود. ظهور نیمه رساناها در علم الکترونیک انقلاب عظیمی ایجاد کرده که اختراع رایانه یکی از دستاوردهای این انقلاب است. نیمه‌رساناها به دو نوع دارند
- نیمه‌رسانای ذاتی
- نیمه‌رسانای غیرذاتی

در نیمه‌رسانای ذاتی تعداد حفره و الکترون برابر است، در صورتی که در نیمه‌رسانای غیر ذاتی چنین نیست. نیمه رسانای غیر ذاتی با آلاییدن نیمه‌رسانای چهار ظرفیتی با یک عنصر سه یا پنج ظرفیتی پدید می‌آید. نیمه‌رساناهای غیر ذاتی به دو دسته تقسیم می‌شوند.
1. نوع پی P یا Positive یا دارنده الکترون آزاد (دهنده) که در آن تعداد حفره‌ها بیشتر است.
2. نوع ان N یا Negative یا گیرنده الکترون آزاد (پذیرنده) که در آن تعداد الکترون‌ها بیشتر است.

## عایق
موادی که نمی‌توانند جریان الکتریسیته را بدون اتلاف زیاد از خود عبور دهند، نارسانای الکتریسته خوانده می‌شوند. از مواد عایق برای جلوگیری از برق گرفتگی در ساخت لوازم ایمنی برقی استفاده میشود.

## اهمیت اجسام رسانا
در زندگی امروزی اجسام رسانا نقش بسیار اساسی ایفا می‌کنند. به عنوان نمونه، می‌توان به سیم‌های انتقال اشاره کرد که به این وسیله جریان برق تولید شده در نیروگاه‌ها به شهرها و مناطق مسکونی منتقل می‌شود. البته اهمیت مواد رسانا تنها به این مورد خاص محدود نمی‌شود. اگر وسایل برقی خانگی را مورد توجه قرار دهیم و به مواد مختلف رسانا که در ساختمان آن بکار رفته است توجه کنیم، اهمیت این مواد بیشتر واضح خواهد بود.